# Vital Blue
Vital Blue è un album di Blue Mitchell, pubblicato dalla Mainstream Records nel 1971. Il disco fu registrato il 26 e 27 giugno 1971 a New York City, New York (Stati Uniti).

## Tracce
Lato A
1. Booty Shakin' – 5:20 (Ernie Wilkins)
2. Vital Blue – 5:17 (Ernie Wilkins)
3. Unseen Sounds – 3:24 (Jimmy Bond)

Lato B
1. Herman's Helmet – 6:57 (Jack Wilson)
2. I Love You – 5:09 (Cole Porter)
3. For All We Know – 2:32 (Fred Karlin, Robb Royer, Griffin)

- Brano For All We Know sul vinile l'autore è attribuito a Fred Karlin, Robb Royer e Griffin, mentre altre fonti lo attribuiscono a J. Fred Coots e Sam M. Lewis

## Musicisti
- Blue Mitchell - tromba
- Ernie Watts - sassofono tenore
- Joe Henderson - sassofono tenore, flauto
- Walter Bishop Jr. - pianoforte
- Stanley Gilbert - contrabbasso
- Doug Sides - batteria
- Susaye Greene - effetti vocali